# Фонтанельо, Пабло Эсекьель
Па́бло Эсекье́ль Фонтане́льо (исп. Pablo Ezequiel Fontanello; 26 сентября 1984, Линкольн, Аргентина) — аргентинский футболист, защитник клуба «Толедо».

## Биография

### Клубная карьера
Воспитанник футбольного клуба «Депортиво Эспаньол» (Буэнос-Айрес). Позже выступал в «Тигре» (Буэнос-Айрес). В 2007—2008 годах арендовался чилийским «Сантьяго Уондерерс».

#### Парма
В 2009 году был приобретён «Пармой» за 4 миллиона евро.Однако за 17 туров в сезоне 2009/10 не попал в заявку.

##### Тигре
1 января 2010 года перешёл на правах аренды до конца сезона в аргентинский Тигре. За этот отрезок сезона Пабло провёл 19 матчей и забил 2 гола.

##### Химнасия и Эсгрима
18 июля 2010 года перешёл в аргентинский Химнасия и Эсгрима на правах аренда до конца сезона 2010/11. За этот сезон провёл 25 матч.

##### Черноморец
29 августа 2011 года был арендован одесским «Черноморцем» до конца сезона. Дебют состоялся в матче 13 тура против Металлиста (0:1). Дебютный гол состоялся в 22 туре против Волыни (2:0). В сезоне 2011/12 провёл 14 матчей и забил 3 гола. Черноморец по итогам сезона 2011/12 занял 9 место с 37 очками активе.

#### Черноморец
С 2012 года стал полноценным игроком «Черноморца». Забил решающие голы в четвертьфинале и полуфинале Кубка Украины 2012/13 против киевского «Арсенала» и «Днепра» соответственно, а также победный мяч в ворота киевского «Динамо» в гостевом матче чемпионата. В сезоне 2012/13 провёл 33 матча и забил 3 гола. Черноморец в сезоне 2012/13 занял 6 место и попал во 2-й квалификационный раунд Лиги Европы.
В сезоне 2013/14 Пабло в начале сезона был травмирован и только к раунду плей-офф Лиги Европы восстановился против албанского Скендербеу. По итогам двух встреч украинский клуб прошёл в групповой этап Лиги Европы. В групповой этап вместе с голландским ПСВ, с хорватским Динамо Загреб и болгарским Лудогорец. Пабло отыграл все игры группового этапа. По итогам группового этапа Черноморец 2 место с 10 очками в активе. В 1/16 финала украинскому клубу попался французский Лион. По итогам двух матчей украинская команда проиграла 0:1.

#### Стабек
3 марта 2014 года покинул клуб из-за начавшейся экономии средств и последовавшей в связи с этим разгрузке платежной ведомости легионеров. Остаток сезона провёл в норвежском клубе «Стабек». Дебют состоялся в матче 2 тура против Бранна. Пабло отыграл весь матч, а его команда выиграла 2:1. Дебютный гол состоялся в матче 5 тура против Будё-Глимт (2:1), этот гол оказался победным. За этот отрезок Пабло провёл 13 матчей и забил 1 гол.

#### Урал
В июне 2014 года подписал двухлетний контракт (с возможностью продления на год) с российским клубом «Урал». Дебют состоялся в матче 2 тура против Краснодара. Пабло отыграл все 90 минут в паре с Оттесеном, а матч закончился вничью 1:1.Дебютный мяч за Урал Пабло забил в важнейшем матче против Спартака. Матч закончился победой екатеринбургского клуба со счётом 2:0. Первый мяч забил на 36 минуте Ерохин, а на 65 уже Фонтанелло.
В сезоне 2015/16 Пабло стал капитаном Урала. Дважды, в марте и мае-июне 2015 года признан болельщиками «Урала» «Лучшим игроком месяца». Признан лучшим игроком «Урала» в сезоне 2014/15. В декабре 2016 года «Урал» исключил Пабло из заявки на сезон.

#### Ордабасы
В марте 2017 подписал контракт с казахстанским клубом «Ордабасы». Дебют состоялся в матче 1 тура против Астаны. Пабло лишь вышел на замену.
Сыграл в чемпионате 24 игры, забил три гола и завоевал с клубом бронзовые медали.

## Достижения
«Черноморец»
- Финалист Кубка Украины: 2012/13
- Финалист Суперкубка Украины: 2013

«Ордабасы»
- Бронзовый призёр чемпионата Казахстана: 2017, 2019